# Stereoderma perexigua
Stereoderma perexigua is een zeekomkommer uit de familie Cucumariidae.
De wetenschappelijke naam van de soort werd in 1979 gepubliceerd door Gustave Cherbonnier.